# Тхебек
Тхебек (кор. 태백시?, 太白市?, Taebaek-si) — місто у провінції Канвондо, Південна Корея.

## Історія
У часи племінного союзу Чін місцевість, на якій знаходиться Тхебек, мала назву Сільджік. У 102 році територія потрапила під контроль держави Сілла, а в V столітті — під контроль Когурьо. Після об’єднання Трьох держав, територія почала належати об’єднаній Сілла, а згодом тут виник район Сільджік (Сільджікчу). У кінці VII століття територія відійшла під контроль района Хасо (Хасоджу). У 757 році була здійснена адміністративна реформа, після якої територія увійшла до складу повіту Самчхок. Згідно з документами, опублікованими у 1672 році, на території сучасного Тхебеку знаходився населений пункт Чансон (Чансонні). На початку XX століття Чансон отримав адміністративний статус «ип». У 1981 році Чансон був об’єднаний із сусіднім районом Хванджі (Хванджіип), у результаті чого виникло нове місто Тхебек. У 1994 році під юрисдикцію міста потрапили кілька районів сусіднього Самчхока.

## Географія
Тхебек знаходиться на півдні провінції Канвондо. Місто розташоване на схилах однойменних гір, які простягнулись через увесь Корейський півострів. Тут беруть початок великі річки Нактонган та Намханган. Середня висота над рівнем моря — 650 метрів. 94 % території вкрито лісами. Через гірське положення клімат дещо відрізняється від клімату Корейського півострова — тут більш довгі та сніжні зими, літо коротше і більш прохолодне, майже без опадів. Середня температура влітку — 19℃.

## Адміністративний поділ
Тхебек адміністративно поділяється на 8 тон (дон):
| Назва         | Хангиль    | Площа, км² | Населення |
| ------------- | ---------- | ---------- | --------- |
| Кумунсодон    | 구문소동   | 27,54      | 4 212     |
| Мунгоксододон | 문곡소도동 | 71,83      | 3 843     |
| Самсудон      | 삼수동     | 113,96     | 7 643     |
| Санджандон    | 상장동     | 9,74       | 14 167    |
| Хванджідон    | 황지동     | 8,75       | 7 343     |
| Хванйондон    | 황연동     | 38,76      | 7 066     |
| Чансондон     | 장성동     | 11,84      | 4 586     |
| Чхорамдон     | 철암동     | 21,10      | 3 349     |

## Економіка
У минулому, основу економіки складав видобуток кам’яного вугілля. Зараз майже усі шахти зачинені, основною галуззю господарства став гірський туризм. 

## Культура
У місті є шахтарський музей, присвячений періоду життя Тхебека, коли тут процвітала гірнича справа. Щороку в січні у місті проводять сніжний фестиваль, до якого входять спортивні змагання, виставки крижаних скульптур і різні конкурси. Влітку, на початку червня, проводять щорічний квітковий фестиваль, присвячений азалії — одному із символів регіону Канвондо. Щороку в жовтні проводять фольклорний фестиваль, який називається Тхебекчє. У рамках цього фестивалю проходять театралізовані виступи, виступи фольклорних колективів, змагання з корейських видів спорту. 

## Туризм і пам’ятки
Природні:
- Основний напрямок туризму у Тхебеку — гори Тхебек. Тут розташовані кілька альпіністських та гірськолижних баз.
- У горах є декілька печер, серед яких відкрита для відвідувачів печера Йоньонгуль.
- Водоспад Йонхва — один із найбільших у Південній Кореї. Висота водоспаду — 48,9 м, а ширина — 10 м.

Історичні:
- Середньовічний буддійський храм Понджокса з відомою триповерховою кам'яною пагодою.
- Комплекс споруд на горі Хамбексан. Ця гора, згідно з Самгук Юса, вважалася серед корейців священною горою, тому тут є багато пов’язаних із релігією споруд, вівтарів, монастирів. Зараз велика частина цих споруд відкрита для відвідувачів.

## Символи
Тхебек має такі символи:
- Дерево: тисове дерево — символізує внутрішню гармонію та силу духу городян.
- Птах:   сорока— символізує світле майбутнє та стійкість жителів.
- Квітка: магнолія — символізує чистоту та доброту городян.